# 但木敬一
但木 敬一（ただき けいいち、1943年7月1日 - ）は、日本の弁護士（T&Tパートナーズ法律事務所客員弁護士）。元検察官。2006年から2008年まで検事総長。埼玉県出身。

## 人物
法務省大臣官房長時代は、原田明夫事務次官と共に政党行脚に出て、犯罪捜査のための通信傍受に関する法律の成立に尽力した。また小泉内閣におけるハンセン病訴訟控訴断念の際には、内閣の方針を了承した上で、全患者に対する立法措置を提案した。
その後は次官から検事総長となるコースの指定席とされる法務省刑事局長を経ずに、官房長から法務事務次官に就任、東京高等検察庁検事長を経て、2006年6月30日に検事総長に就任。
初任地の縁で広島東洋カープファン。
武藤敏郎とは高校の同期である。幕末の仙台藩伊達家筆頭家老但木土佐の末裔。
2008年に退官し、森・濱田松本法律事務所客員弁護士就任。
2010年、前田恒彦らによる大阪地検特捜部主任検事証拠改ざん事件を受けて設置された検察の在り方検討会議委員に就任。
フジテレビジョン番組審議会委員長。
2018年、髙木佳子らが参画するＴ&Ｔパートナーズ法律事務所の客員弁護士に就任。
2019年、関西電力の幹部が部落解放同盟福井県連書記長だった森山栄治から金品を受け取っていた問題に関する第三者委員会で委員長に就任。

## 経歴
- 東京大学法学部第1類（私法コース）卒業[6]
- 1969年4月　検事任官（東京地方検察庁）
- 1979年　東京地方検察庁検事・法務大臣官房人事課付
- 1981年　東京地方検察庁検事・法務省刑事局付
- 1984年　法務大臣官房司法法制部参事官
- 1987年　法務大臣官房司法法制部司法法制課長
- 1991年　法務省刑事局刑事課長
- 1992年　法務省刑事局総務課長
- 1993年　法務大臣官房秘書課長
- 1996年　大分地方検察庁検事正
- 1997年12月　法務大臣官房長
- 1999年5月　法務省を逆恨みした司法試験受験生によって、ボウガンで矢を自宅に撃ち込まれる
- 2002年1月　法務事務次官
- 2004年6月　東京高等検察庁検事長
- 2006年6月30日　第23代検事総長（松尾邦弘の後任として就任）
- 2008年6月30日　定年により退官。後任は樋渡利秋。
- 2008年7月　弁護士登録（第一東京弁護士会）
- 2008年10月1日　森・濱田松本法律事務所客員弁護士（2017年迄）[4]
- 2008年11月　財団法人矯正協会会長
- 2009年4月　内閣官房安心社会実現会議メンバー
- 2009年5月　イオン取締役
- 2009年6月　大和証券グループ本社監査役、日本生命保険監査役
- 2010年11月　検察の在り方検討会議委員
- 2011年9月　福島原発事故独立検証委員会有識者委員
- 2012年6月　株式会社フジタ監査役[7]
- 2014年　慰安婦関係調査結果発表に関する河野内閣官房長官談話の政府による検証チームの座長となる。
- 2018年　T&Tパートナーズ法律事務所客員弁護士[4]
- 2019年10月　関西電力第三者委員会委員長[8]